# Dejan Glavica
Dejan Glavica (Varaždin, 20. kolovoza 1991.) hrvatski je nogometaš koji igra na poziciji veznog. Trenutačno igra za Varteks.
Prve nogometne korake započeo je u Varteksu. Karijeru je nastavio u Slavenu Belupu. Igrao je za hrvatske mlade reprezentacije. Nastupio je na svjetskom prvenstvu 2011. u Kolumbiji s hrvatskom reprezentacijom do 20 godina i odigrao jednu utakmicu. Igra desnom nogoim. 2012. za njega su se zanimali veliki europski klubovi poput Werdera, ali do transfera iz Slavena nije došlo. S Varaždinom se natjecao u Europkoj ligi. Bio je strijelac u Europskoj ligi u utakmici protiv protiv Andoraca.

## Vanjske poveznice
- Profil, Hrvatski nogometni savez
- Sportnet  Arhivirana inačica izvorne stranice od 7. siječnja 2015. (Wayback Machine)
- NK Slaven Belupo
- Koprivnica.net
- E-Varaždin